# Edial
Edial – wieś w Anglii, w hrabstwie Staffordshire, w dystrykcie Lichfield. Leży 20 km na południowy wschód od miasta Stafford i 179 km na północny zachód od Londynu.